# Dehtář
Der Dehtář (deutsch Dechtern-Teich) ist ein Teich in Südböhmen. Er liegt 14 Kilometer westlich der Stadt České Budějovice im Budweiser Becken in Tschechien und gehört zu den zehn größten Teichen des Landes.

## Geographie
Der Dehtář befindet sich auf dem Gebiet der Gemeinde Žabovřesky im Okres České Budějovice und gehört zum Katastralbezirk Dehtáře. Der unmittelbar westlich des Dorfes Dehtáře durch einen 234 m langen und zehn Meter hohen Erddamm angestaute Teich wird vom Bach Dehtářský potok und dessen Zuflüssen Babický potok und Kamenný potok gespeist.  
Südlich, durch eine schmale Landbrücke getrennt, erstreckt sich mit dem Posměch ein weiterer, deutlich kleinerer Teich, dessen Abfluss, der Kamenný potok, dem Dehtář zufließt. Nördlich erhebt sich der Na Středním (441 m), im Südosten der Vosí vrch (441 m) und westlich der Zádušní vrch (454 m). Um dem Teich liegen die Ortschaften Dehtáře, Holubovská Bašta, Záboří, Strýčice, Radošovice und Tupesy.
Im südlichen Teil des Teiches liegt eine bewaldete Insel. Sie ist durch einen Steg mit der Landbrücke bei Holubovská Bašta verbunden. Auf der Insel werden Enten gezüchtet.
Die am nordwestlichen Ufer in den Dehtář hineinragende Halbinsel bildete früher die zweite Insel.

## Geschichte
Der am Zusammenfluss des Furlbaches mit dem Dechternbach auf Veranlassung Wok II. von Rosenbergs angelegte künstliche Fischteich wurde 1479 geflutet und war fünf Jahre später befüllt. Als Ausgleich für das durch den Teich überflutete Stiftsdorf Hummo übereignete Wok 1484 dem Kloster Hohenfurth die Dörfer Chuděgowitz und Girička.